# Elaphoglossum sehnemii
Elaphoglossum sehnemii är en träjonväxtart som beskrevs av Alexander Curt Brade. Elaphoglossum sehnemii ingår i släktet Elaphoglossum och familjen Dryopteridaceae. Inga underarter finns listade.